# Hieronymus van Alphen
Hieronymus van Alphen (n. 8 august 1746 – d. 2 aprilie 1803) - a fost un scriitor neerlandez. Cunoscut, în special, pentru poezia sa pentru copii.
A fost fiul lui Johan van Alphen, membru al administrației locale din Gouda și al Wilhelminei Lucia van Alphen. Unchiul său, Hieronymus van Alphen, a fost cadru universitar în Utrecht.

## Biografie
După moartea tatălui său, cînd poetul avea doar patru ani, se mută împreună cu mama sa la Utrecht. Studiază dreptul și literele la Leiden. În perioada studiilor se convertește la pietism.
În anul 1786 devine avocat la Utrecht.
La 1772 se căsătorește cu Johanna Maria von Goens, care moare după trei ani la nașterea celui de-al treilea copil.
În anul 1780 devine procuror general și se casătorește cu Catharina Geertruyda van Valkenburg. În urma acestei căsătorii rezultă alți doi copii.
La 1789 este numit stadspensionaris (jurist cu funcție de consilier local) în Leiden. 
După patru ani devine trezorier general (un fel de ministru de finanțe) în Provinciile Unite, până în anul 1795 la dizolvarea Republicii.
În perioada 1794 - 1799 îi mor doi fii, un nepot și o noră.
Hieronymus van Alphen moare la data de 2 aprilie 1803 din cauza unui accident vascular cerebral.

## Opera
- 1771 - Proeve van stichtelijke mengel-poëzij (republicat în 1772, 1773, 1782)
- 1775 - Klaagzang (dedicat morții soției sale)
- 1777 - Gedigten en overdenkingen
- 1778 - Kleine gedigten voor kinderen (prima și a doua parte; 1780: partea a treia)
- 1778 - Theorie der schoone kunsten en wetenschappen
- 1782 - Digtkundige verhandelingen
- 1793 - De waare volksverlichting met opzigt tot godsdienst en staatkunde beschouwd
- 1796 - Kleine bijdragen tot bevordering van wetenschap en deugd
- 1801 - Predikt het evangelium allen creaturen
- 1801 - 1802 - Proeve van liederen en gezangen voor den openbaaren godsdienst